# Дюнуа (графство)
Графство Дюнуа́ (фр. Comté de Dunois) — небольшое французское средневековое графство, включавшее в себя территории города Шатодён и его окрестностей. Начиная с X века представляло собой графство Шатодён, входившее в состав владений графов Блуа. От имени графов Блуа графством управляли виконты Шатодёна, которые постепенно достигли значительной независимости, формально оставаясь вассалами графов Блуа. Титул виконтов Шатодена также был наследственным.
В 956 году Тибо I Плут, граф Блуа захватил Шартр и Шатодён. Для управления городом он назначил виконта, потомки которого носили этот титул до 1391 года.
В 1241 году, благодаря браку, титулы графа Блуа и Дюнуа перешли к дому Блуа-Шатильон.
В 1391 году Ги II, граф Блуа и Дюнуа, после смерти сына и наследника Людовика III, продал графства Блуа и Дюнуа Людовику I, герцогу Орлеанскому. Практически в это же время, в 1395 году виконт Шатодёна Гильом II де Краон, продал ему же свои права на Шатодён.
В 1441 году Карл Орлеанский дал титул графа Дюнуа своему незаконному брату Жану I Дюнуа, бастарду Орлеанскому. Титул графа Дюнуа впоследствии носили его потомки — Лонгвили.
В 1694 году, после смерти последнего из них, титул графа Дюнуа перешел к побочному потомку дома Бурбон-Суассон. Наследница последнего принесла титул дому д’Альбер.

## Список графов Шатодёна
Дом де Блуа
- 956—975: Тибо I Плут
- 975—995: Эд I, сын предыдущего
- 995—1004: Тибо II, сын предыдущего
- 1004—1037: Эд II, брат предыдущего
- 1037—1089: Тибо III, сын предыдущего
- 1089—1102: Этьен I, сын предыдущего
- 1102—1152: Тибо IV Великий, сын предыдущего
- 1152—1191: Тибо V Добрый, сын предыдущего
- 1191—1205: Людовик I, сын предыдущего
- 1205—1218: Тибо VI, сын предыдущего
- 1218—1230: Маргарита, тетка предыдущего

Дом д'Авен
- 1218—1231: Готье I, муж предыдущей
- 1231—1241: Мария, дочь предыдущего

Дом де Блуа-Шатильон
- 1231—1249: Гуго I, муж предыдущей
- 1249—1279: Жан I, сын предыдущего
- 1279—1291: Жанна, дочь предыдущего

Капетинги
- 1272—1284: Пьер I, муж предыдущей

Дом де Блуа-Шатильон
- 1292—1307: Гуго II, двоюродный брат графини Жанны
- 1307—1342: Ги I, сын предыдущего
- 1342—1346: Людовик II, сын предыдущего
- 1346—1372: Людовик III, сын предыдущего
- 1372—1381: Жан II, брат предыдущего
- 1381—1386: Ги II, брат предыдущего
- 1386—1391: Людовик IV, сын предыдущего

## Список графов Дюнуа
Дом Валуа-Орлеан
- 1391—1407: Людовик V
- 1407—1441: Карл I, сын предыдущего

Дом Валуа-Лонгвиль
- 1439—1468: Жан III, незаконнорожденный брат предыдущего
- 1468—1491: Франциск I, сын предыдущего
- 1491—1513: Франциск II, сын предыдущего
- 1513—1515: Рене I, дочь предыдущего
- 1515—1516: Людовик VI, дядя предыдущей
- 1516—1524: Клод I, сын предыдущего
- 1524—1537: Людовик VII, брат предыдущего
- 1537—1551: Франциск III Маленький Герцог, сын предыдущего
- 1551—1573: Леонор I, двоюродный брат предыдущего
- 1573—1595: Генрих I, сын предыдущего
- 1595—1663: Генрих II, сын предыдущего

- 1634—1634: Генрих III, сын предыдущего

- 1663—1672: Карл II, брат предыдущего
- 1672—1694: Жан IV, брат предыдущего
- с 1694—в составе королевского домена.